# Смысл жизни по Монти Пайтону
«Смысл жизни по Монти Пайтону» (англ. Monty Python's The Meaning of Life) — музыкальный комедийный кинофильм британской комик-группы Monty Python.
В отличие от двух предыдущих полнометражных фильмов — «Монти Пайтон и Священный Грааль» (1975) и «Житие Брайана по Монти Пайтону» (1979), — в этой картине отсутствует единая сюжетная линия, что является своеобразным возвращением к первой полнометражной ленте от Монти Пайтон, «А теперь нечто совсем другое» (1971).
Это самая дорогостоящая кинопостановка труппы: бюджет картины 9 млн долларов. Сборы составили 18 059 552 долларов, что хоть и не являлось финансовым провалом, но явно не оправдывало ожидания инвесторов.

## Сюжет

### The Crimson Permanent Assurance
Прологом для фильма служит короткометражная лента «The Crimson Permanent Assurance» («Алые паруса „Перманент Эшюренс“», «Страховая компания „Кримзон перманент“», «Кровавое „Надёжное страхование“»), гротескная комедия Терри Гиллиама, высмеивающая явление глобализации. Фильм рассказывает о небольшом страховом агентстве The Permanent Assurance Company, персонал которого (люди пожилого возраста) вынужден терпеть гнёт со стороны менеджеров управления (представленных молодыми, энергичными людьми). Устав от давления со стороны современных «акул бизнеса», старики устраивают «бунт на корабле», вышвыривают молодое руководство за борт и, превратив своё предприятие в пиратское судно, отправляются бороздить просторы мирового капиталистического рынка, пока их корабль не достигает края земли и не падает за него.
Терри Джонс в документальном фильме 2009 года Monty Python: Almost the Truth (The Lawyer’s Cut) высказался, что поставленный в начало «Смысла жизни» фильм Гиллиама немного «просадил» последовавшую за ним первую главу картины, «Рождение», которая в итоге не вызвала такого смеха, как они рассчитывали. Однако в конечном счёте от такого решения выиграли обе ленты, потому что фильм Гиллиама оказался великолепным.

### «Смысл жизни»
Фильм фактически состоит из набора скетчей, в которых с фирменным «монтипайтоновским» юмором, густо замешенном на сатире и цинизме, обсуждаются темы, считающиеся общественностью спорными, откровенными или даже запретными: институт семьи, секс, высокая рождаемость в странах Третьего мира, религиозные вопросы, церковное образование, взгляд церкви на использование средств контрацепции, национальная нетерпимость и т. д.
Картина разбита на т. н. «главы», каждая из которых описывает определённый этап в человеческой жизни: рождение, учёба, служба в армии и война, зрелый возраст, закат жизни, смерть и загробная жизнь.

## В ролях
- Джон Клиз
- Эрик Айдл
- Грэм Чэпмэн
- Терри Джонс
- Майкл Палин
- Терри Гиллиам
- Патриция Куинн — миссис Уильямс

## Награды и номинации

### Награды
- 1983 — Каннский кинофестиваль
  - Гран-при жюри — Терри Джонс

### Номинации
- 1983 — Каннский кинофестиваль
  - «Золотая пальмовая ветвь» — Терри Джонс
- 1984 — Премия BAFTA
  - Лучшая оригинальная песня — «Every Sperm Is Sacred» («Всякая сперма священна», авторы — Андре Жакемен, Дейв Хоумэн, Майкл Палин, Терри Джонс)[7]

В Ирландии фильм был запрещён к показу во время его премьеры (точно так же, как предыдущий «Житие Брайана по Монти Пайтону»), но позднее всё же был выпущен на видео с возрастным ограничением до 15 лет.
В Великобритании фильм вышел в прокат с возрастным ограничением до 18 лет, но при переиздании в 2000 году возрастной порог был опущен до 15 лет.